# میلان اشکرینیار
میلان اشکرینیار (اسلواکی: Milan Škriniar؛ زادهٔ ۱۱ فوریهٔ ۱۹۹۵) بازیکن فوتبال اهل اسلواکی است که برای باشگاه فوتبال پاری سن ژرمن در پست مدافع بازی می‌کند.
وی همچنین ۶۶ بازی ملی در تیم ملی اسلواکی بازی کرده‌است و ۳ گل ملی در کارنامه دارد‌.

## افتخارات

### باشگاهی
ژیلینا
- لیگ دسته اول فوتبال اسلواکی(۱): ۱۲–۲۰۱۱
- جام حذفی فوتبال اسلواکی(۱): ۱۲–۲۰۱۱

اینتر میلان
- سری آ(۱): ۲۱–۲۰۲۰
- جام حذفی فوتبال ایتالیا(۲): ۲۲–۲۰۲۱، ۲۳–۲۰۲۲
- سوپر جام فوتبال ایتالیا(۲): ۲۰۲۱، ۲۰۲۲
- لیگ قهرمانان اروپا: ۲۳–۲۰۲۲ (نایب قهرمان)
- لیگ اروپا: ۲۰–۲۰۱۹ (نایب قهرمان)

پاری سن ژرمن
- لیگ ۱(۱): ۲۴–۲۰۲۳
- جام حذفی فوتبال فرانسه(۱): ۲۴–۲۰۲۳
- سوپر جام فوتبال فرانسه(۱): ۲۰۲۳

### فردی
- فوتبالیست سال اسلواکی: ۲۰۱۹، ۲۰۲۰، ۲۰۲۱، ۲۰۲۲

## آمار ملی

### گل‌های ملی
| شماره | تاریخ        | میزبان      | بازی ملی | حریف   | نتیجه | رقابت                  |
| ----- | ------------ | ----------- | -------- | ------ | ----- | ---------------------- |
| ۱     | ۲۷ مارس ۲۰۲۱ | ترناوا      | ۳۸       | مالت   | ۲–۲   | مقدماتی جام جهانی ۲۰۲۲ |
| ۲     | ۳۰ مارس ۲۰۲۱ | ترناوا      | ۳۹       | روسیه  | ۲–۱   | مقدماتی جام جهانی ۲۰۲۲ |
| ۳     | ۱۴ ژوئن ۲۰۲۱ | سن پترزبورگ | ۴۱       | لهستان | ۲–۱   | جام ملت‌های اروپا ۲۰۲۰  |

### بازی‌های ملی
تا تاریخ ۱۹ نوامبر ۲۰۲۳
| اسلواکی | اسلواکی | اسلواکی | اسلواکی |
| سال     | بازی    | گل      | پاس گل  |
| ------- | ------- | ------- | ------- |
| ۲۰۱۶    | ۷       | ۰       | ۰       |
| ۲۰۱۷    | ۷       | ۰       | ۱       |
| ۲۰۱۸    | ۹       | ۰       | ۰       |
| ۲۰۱۹    | ۸       | ۰       | ۰       |
| ۲۰۲۰    | ۵       | ۰       | ۰       |
| ۲۰۲۱    | ۱۴      | ۳       | ۱       |
| ۲۰۲۲    | ۸       | ۰       | ۰       |
| ۲۰۲۳    | ۸       | ۰       | ۰       |
| مجموع   | ۶۶      | ۳       | ۲       |